# Porophyllum linaria
Porophyllum linaria là một loài thực vật có hoa trong họ Cúc. Loài này được (Cav.) DC. miêu tả khoa học đầu tiên năm 1836.